# Давид Кики
Давид Енагнон Кики (на френски: David Enagnon Kiki) е бенински футболист, който играе на поста ляв бек. Състезател на Фарул Констанца.

## Кариера
Между 2012 и 2015 Кики играе в шампионата на Франция за аматьори, с отбора на Белфорт, записвайки 52 мача за клуба. Той се присъединява към отбора от Лига 2 Шамоа Ниор преди сезон 2015/16 и прави своя дебют при равенството 0:0 като гост на Евиан на 21 август 2015 г.
През януари 2019 г. е даден под наем на Ред Стар от отбора на Брест.

### Монтана
На 4 октомври 2020 г. Кики подписва с Монтана. Дебютира на 18 октомври при победата с 3:0 като гост на Черно море.

### Арда
На 10 септември 2021 г. Давид е обявен за ново попълнение на Арда. Прави дебюта си на 13 септември при загубата с 2:1 като гост на Ботев (Пловдив).

## Национална кариера
Кики прави своя професионален дебют за националния отбор на Бенин на 14 юни 2015 г. при равенството 1:1 с Екваториална Гвинея.

## Успехи
Фарул Констанца
- Румънска лига I (1): 2022/23